# Ермира Мехмети
Ермира Мехмети (на албански: Ermira Mehmeti, на македонска литературна норма: Ермира Мехмети) е политик от Северна Македония от албански произход.

## Биография
Родена е на 6 октомври 1979 година в град Скопие, тогава в Социалистическа федеративна република Югославия. Завършва Университета на Югоизточна Европа. След това завършва магистратура по сравнителна политология в Лондонското училище по икономика и политически науки. Защитава докторат по правни науки в Тиранския университет.
В 2008 година е избрана за депутат от Демократичния съюз за интеграция в Събранието на Северна Македония.
В 2011 и в 2014 година отново е избрана за депутат.